# 泰格瑞防衛隊
提格雷防衛軍是在提格雷戰爭的衝突過程中出現的軍事組織。隨著衣索比亞政府決定在提格雷州升級成為焦土戰略，泰格瑞防衛隊的規模因而不斷擴大。泰格瑞防衛隊主要採取游擊戰戰術。